# ヤベオオツノジカ
ヤベオオツノジカ（Sinomegaceros yabei）は、新生代第四紀の約30万年前（中期更新世 / チバニアン）から1万2千年前頃（後期更新世・縄文時代初頭）の日本列島に生息していた大型のシカであり、ナウマンゾウやハナイズミモリウシと共に日本国内における代表的な陸棲のメガファウナの一角であった。
更新世以降の日本列島には、本種を含めた大型種、中型種、小型種といった多様なシカ類が到達しており、本種は日本産の化石種の中でも最も知名度が高く研究も進んでいるが、現代において（国内外来種であるケラマジカも含む）外来種と化した事例を除けば、国内の自然界で生き残ってきたのはニホンジカの各亜種のみとなる。

## 分類

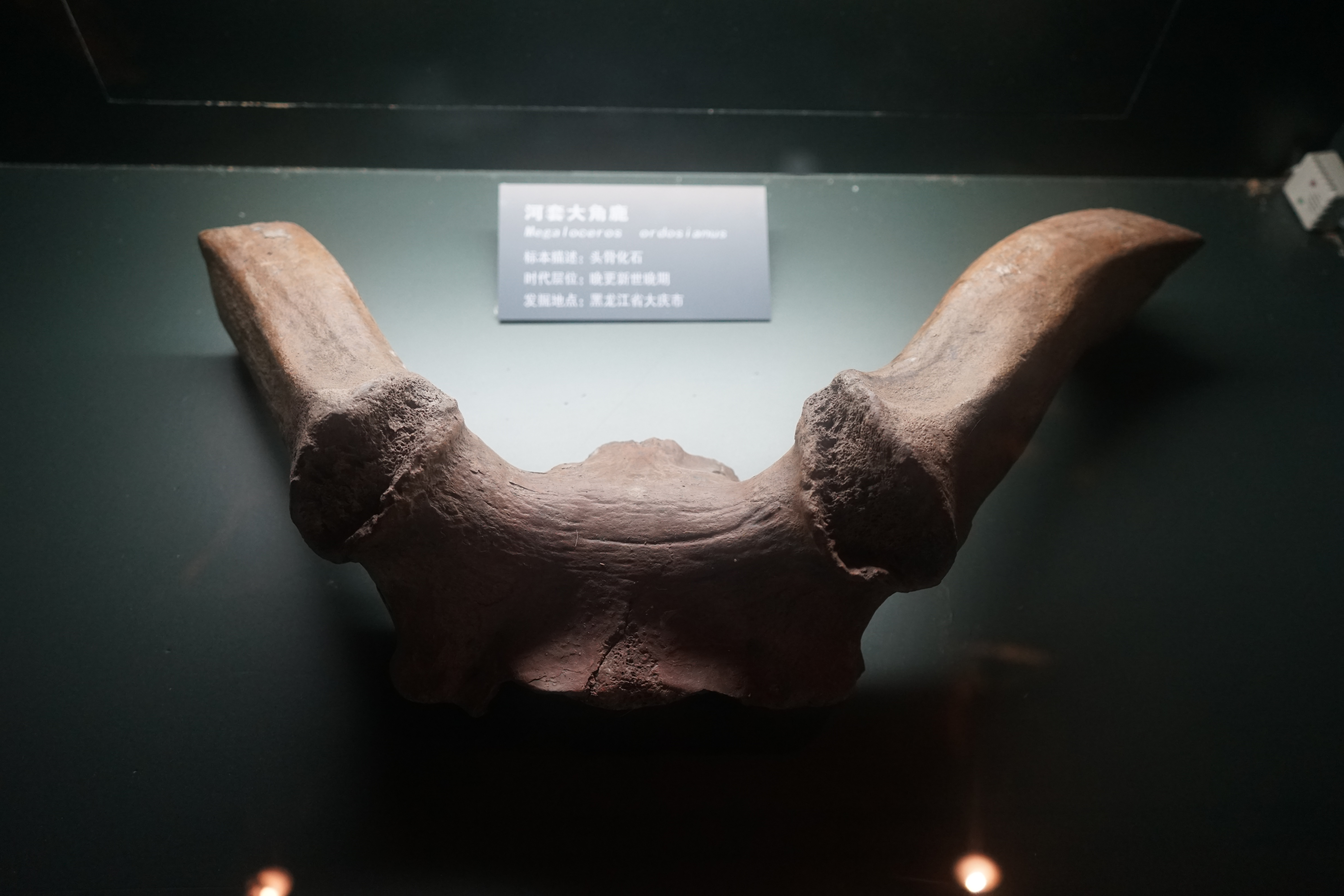
日本列島にも分布していた可能性がある同属（シノメガケロス属）のオルドスオオツノジカ。中国黒竜江省・大慶市の大慶博物館にて。

シノメガケロス属はメガロケロス属やプラエメガケロス属、ネオメガロケロス属（Neomegaloceros）、エウクラドケロス属などと共に、シカ亜科の中で1グループを成すオオツノジカ族（Megacerini）を構成する。属名は「中国（Sino）」+「巨大な枝角（Megaceros）」を意味する。種小名は矢部長克への献名となっている。
「ヤベオオツノシカ」とも表記される場合があり、和名が同じく「オオツノジカ（巨角鹿）」を冠するものの、メガロケロス属の代表種である著名なギガンテウスオオツノジカ（Megaloceros giganteus）とは別属別種である。
同属の別種が中国大陸から発見されている。日本列島に分布した可能性のあるシノメガケロス属としては、厳密な分類がされていない標本を除くと本種の他にオルドスオオツノジカ（S. ordosianu）が含まれる。また、ヤベオオツノジカやオルドスオオツノジカも発見されている岩手県一関市の花泉遺跡からは、鮮新世のメガロケロス属であるキンリュウオオツノジカ（Megaseros kinryuensis）が報告されている。これらの他にも、岡藤五郎による報告でも知られるニホンオオツノジカがシノメガケロス属やメガロケロス属と別個に取り扱われる場合も見られる。

### 研究史
ヤベオオツノジカの研究史は日本の古生物学においても歴史が古く、本種に纏わる発掘記録、化石の鑑定書、実物標本はそれぞれが国内最古の事例として保存されている。
江戸時代後期の寛政9年（1797年）に現在の群馬県富岡市上黒岩で複数の個体に該当する化石が出土し、翌1798年には発掘を称して「龍骨碑」と呼ばれる記念碑が建立された。当時は多くの古生物の化石が「竜骨」と見なされることが多く、本碑も「龍骨碑」と呼ばれたものの、実際にはこれらのヤベオオツノジカの標本が哺乳類（シカ）に属するとは見なされず、「龍」の文字が冠されたものの、厳密な神話上の龍ではなく「土砂崩れを引き起こし地底に棲むヘビ」の骨つまり「蛇骨」と考えられていた。
1800年になって江戸幕府（松平定信直属）の侍医の丹波元簡と谷文晁の弟の島田元旦（谷元旦）が「麋」つまり大型のシカだと認定して鑑定書が発行された。この時、丹波は後世の研究者によって種が特定されることを期待していた。この標本は一時的に新宿の前田家邸に所蔵されていたが、雨乞い用に産地に貸与され、後に地元の蛇宮神社に保管された。なお、これがきっかけでこの「竜骨」または「蛇骨」は東京大空襲を逃れて現存している。蛇宮神社に保管されていた骨の正体が判明したのは20世紀後半に入ってからであり、この再発見に貢献したのが日本基督教団の牧師であり教会音楽家の津川主一であった。
これ以前の1938年には、鹿間時夫が現在の栃木県佐野市の石灰採石場（いわゆる「葛生動物群」）から産出した角と骨から、シカ属の新種としてヤベオオツノジカを報告している。その後、分類上の位置づけや他の個体との異同については、たとえば日本列島にも分布していたトナカイとの混同など諸説あったが、近年は日本産のオオツノジカの大多数がシノメガケロス属（ヤベオオツノジカ）と認められている。

## 特徴

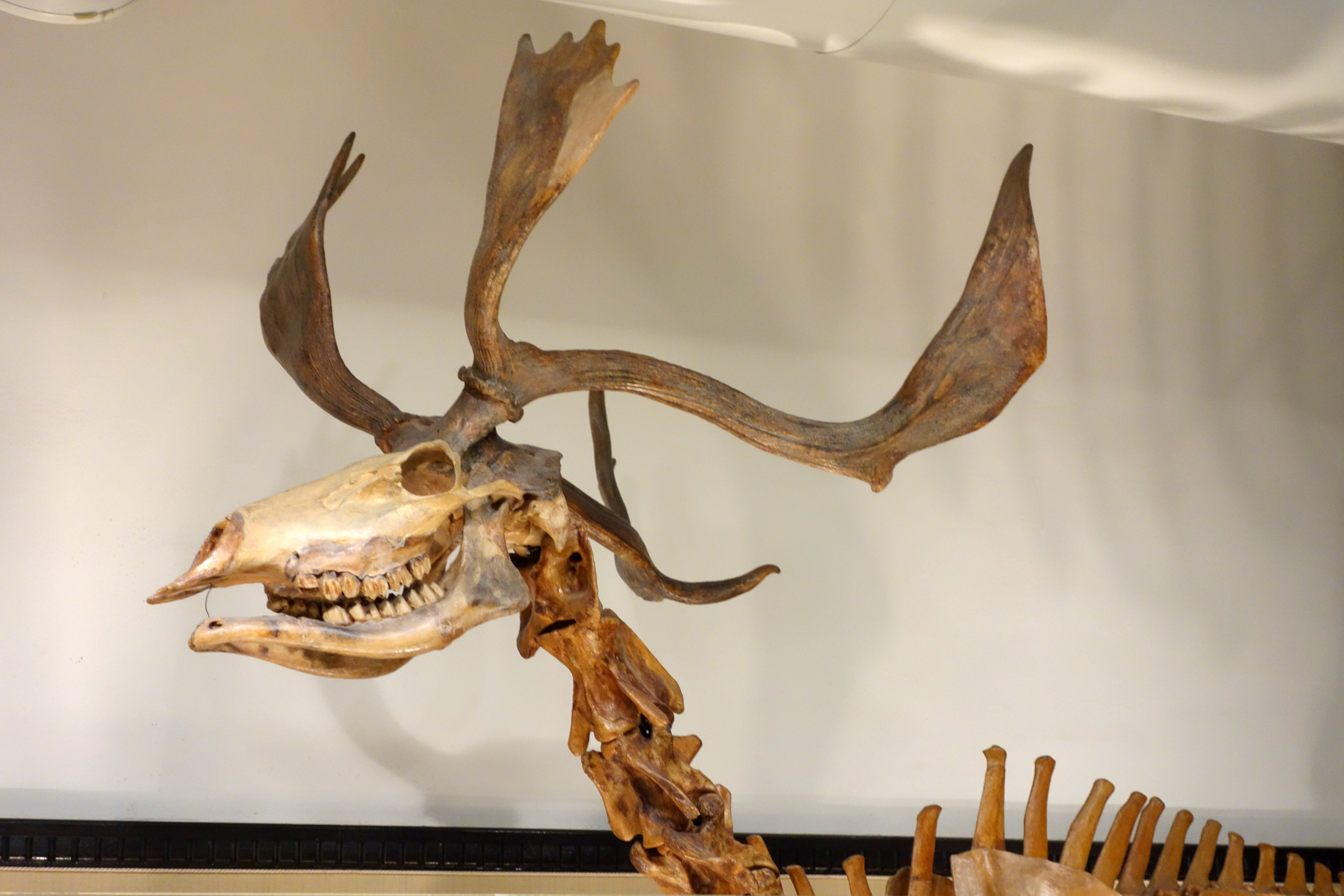
ヤベオオツノジカの角の形状（国立科学博物館）。

現生のニホンジカとは異なり、肩高1.8メートル、体長2.6メートル、推定体重600キログラムに達した大型のシカであり、既存の知見では島嶼矮小化を経ていたという兆候は見られず、ギガンテウスオオツノジカなどには劣るもののユーラシア大陸産のオオツノジカ族（Megacerini）に匹敵する大きさを持っていた。
オオツノジカ族は頭の上に1対の大きな角を発達させており、角の違いが形態的に最も目立つ特徴とされる。ヤベオオツノジカの角は幅1.5メートル程度で掌状に広がっており、角の大きさと形状の点ではメガロケロス属の Megaloceros verticornis や Megaloceros solilbacus との類似性が強かったが、上記のギガンテウスオオツノジカの角よりはかなり小型であった。本種の角は頭骨に付着する根本のすぐ近くで前後に分岐する。後ろに分岐した骨（主幹）は、柱状に長く後方外側に伸びてから、掌の形に平らに広がる。前方に分岐する骨（眉枝）は、これと90度の角度で上方に伸びてから、やはり掌の形に広がる。下顎骨の厚みは中程度である。
中国大陸産のシノメガケロス属のフラベラトゥスオオツノシカ（S. flabellatus）とメガロケロス属の M. sangganhoensisも似た角の特徴を持つが、後方外側に伸びる主幹柱状部の方向が異なる。すなわち、ヤベオオツノジカの場合には外側への傾きが弱く、対になる左右2本の主幹柱状部が作る角度が70度以下であるのに対し、他の2種は外側に張り出す傾向が強く、左右がなす角度は90度を越える。下顎骨長と下顎枝の高さ、臼歯の大きさと歯列長が同属の他種より大きいといった特徴も持つ。
メガロケロス属と同様に、素早く走り抜けるのには適さないが身を隠すのに格好の環境であった温帯や冷涼な地域の森林に多く生息していたと思われる。

## 分布と年代

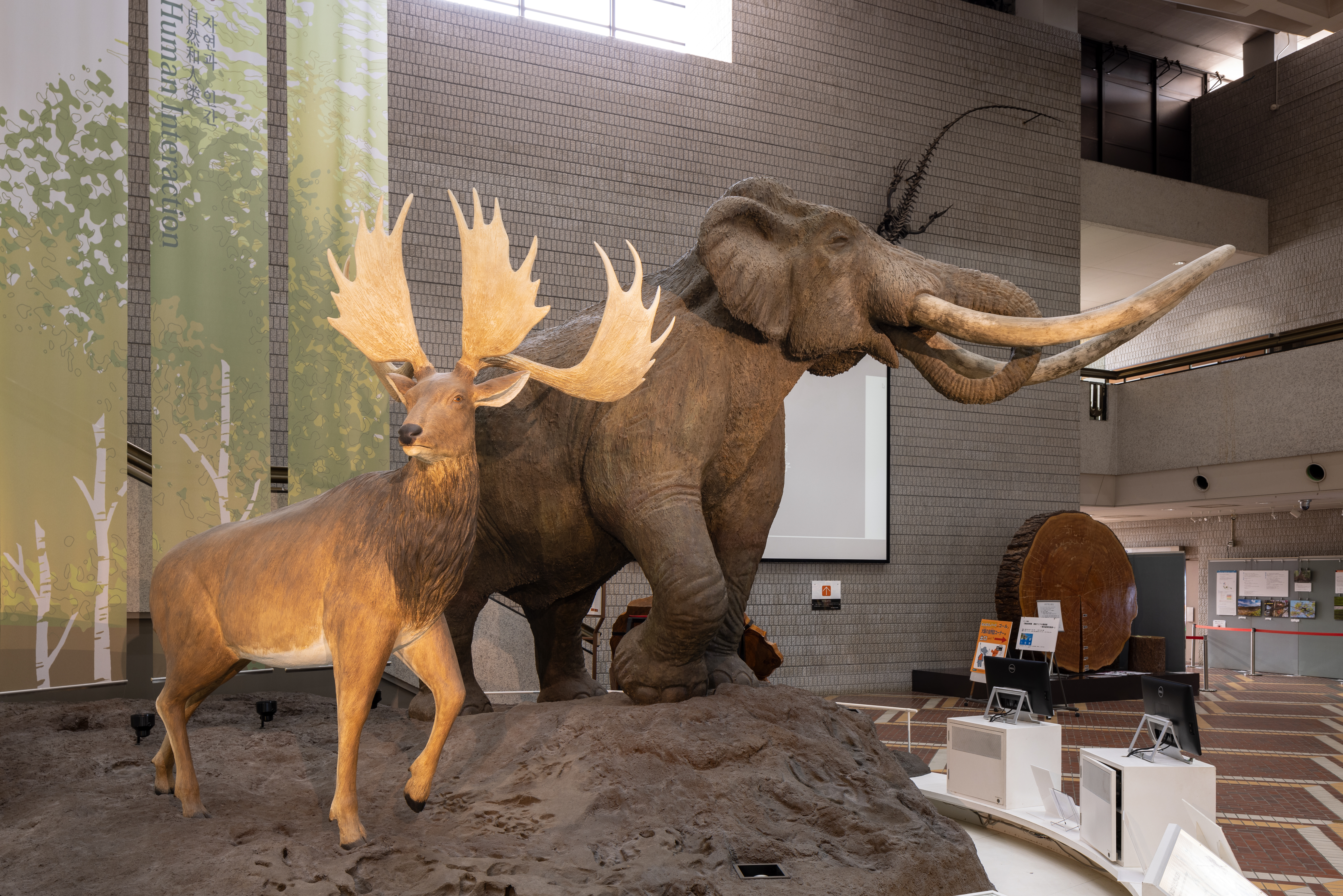
大阪市立自然史博物館に展示されているヤベオオツノジカとナウマンゾウの復元模型。

発見された化石の分布から、北海道から九州までの日本列島の広範囲に分布していたと考えられている。ユーラシア大陸では確認されていない列島固有種であり、ナウマンゾウやハナイズミモリウシと共に、後期更新世の日本列島を代表する陸棲のメガファウナであった。
代表的な発掘地としては青森県尻屋崎、岩手県一関市（花泉遺跡）、栃木県葛生町（葛生動物群）、岐阜県郡上八幡（熊石洞）、静岡県浜名湖、山口県秋吉台、福岡県平尾台などが挙げられる。もっとも新しい時代の化石は縄文時代の草創期のものであり、広島県庄原市東城町の帝釈峡馬渡遺跡で見つかった約1万2000年前の標本や愛媛県西予市（旧東宇和郡）の穴神洞遺跡からの発掘が該当する。
本州では標本が多数発見されているのに対して、北海道での出土は由仁町の角と忠類村の歯と限定されている。北海道へはブラキストン線（津軽海峡）を越えて本州から移動したと考えられており、その時期は約30万年前または約12万年前とする説がある。同じ時代にサハリンから北海道、東日本から中部日本へと陸橋を伝って南下したヘラジカやトナカイやケナガマンモスなどと異なり、ヤベオオツノジカやナウマンゾウはシナガメ、コイ、ニホンザル、ワニなどと同様に温帯系（南方系）の動物であった。
サハリンから北海道に到達した北方系（マンモス動物群）のヘラジカ、（ヤベオオツノジカと標本が混同されたこともある）トナカイ、（朝鮮半島と対馬海峡または中国大陸を経て渡ってきた部類を除く）バイソン属などが本州に達し、逆に本州から北海道へはヤベオオツノジカやナウマンゾウなどが渡来しているが、ケナガマンモスは本州以南から確実な自然分布の記録が存在せず、ナウマンゾウが北海道に渡った時期は寒冷期においても比較的に温暖であったとされていることから、ナウマンゾウ（およびヤベオオツノジカ）はブラキストン線（津軽海峡）を泳いで突破したと思われる。

## 人間との関わり
後期旧石器時代の人々は、ヤベオオツノジカ、ナウマンゾウ、ハナイズミモリウシなどを狩猟の対象にしていた。日本における更新世哺乳類化石の大量出土地としては、長野県にある野尻湖の立が鼻遺跡と岩手県にある花泉遺跡があり、どちらも人間の狩猟・解体によって残された（キルサイト）と考えられている。野尻湖ではナウマンゾウが、花泉ではハナイズミモリウシがそれぞれ最多で、ヤベオオツノジカはどちらの遺跡でも2番目に多い種であった。後期更新世と完新世には多数の陸棲のメガファウナが絶滅を迎えたが（第四紀の大量絶滅）、これらの中にはそれまでに幾度もの気候変動とそれによる植生の変化を乗り越えてきた種類も多く、最終氷期前後の気候変動によって生息数が減少した可能性もあるものの、ヤベオオツノジカやギガンテウスオオツノジカなどの最終的な絶滅には人類による影響が大きく関係している可能性がある。